# 兒童慈善公園
兒童慈善公園是一座位於美國堪薩斯州堪薩斯城的足球專用體育場，它是堪薩斯城體育會的主場。

## 球場冠名權
2015年11月19日，管理者宣布與兒童慈善醫院建立十年合作夥伴關係，將體育場更名為兒童慈善公園。

## 外部連結
- 官方网站
- Virtual Venue view of seating
- 兒童慈善公園 （页面存档备份，存于）在StadiumDB.com

| 前任： CommunityAmerica Ballpark | 堪薩斯城體育會 主場 2011 – 至今 | 繼任： 目前 |